# Axinella bubarinoides
Axinella bubarinoides är en svampdjursart som beskrevs av Arthur Dendy 1922. Axinella bubarinoides ingår i släktet Axinella och familjen Axinellidae.
Artens utbredningsområde är Indiska oceanen. Inga underarter finns listade i Catalogue of Life.